# Hippopotamus antiquus
Espèce
L'Hippopotame européen (Hippopotamus antiquus) est une espèce d'hippopotames qui vivait en Europe et qui a disparu quelque temps avant la dernière époque glaciaire, à la fin du Pléistocène moyen. H. antiquus vivait de la péninsule Ibérique aux îles Britanniques, au Rhin et à la Grèce.

## Description
Hippopotamus antiquus ressemblait par sa taille et par sa forme à Hippopotamus gorgops, beaucoup plus grand que l'hippopotame actuel (Hippopotamus amphibius).

## Chronologie
Il serait apparu il y a autour de 1,8 million d'années (contre 2 millions d'années pour H. amphibius). H. amphibius a aussi vécu en Europe au début du Pléistocène moyen, mais n'est pas considéré comme un hippopotame européen.

## Espèces apparentées
L'Hippopotame nain de Crète (Hippopotamus creutzburgi) est considéré comme un descendant de l'Hippopotame européen par un processus de nanisme insulaire sur l'ile de Crète. Il en va de même d'une autre espèce, l'Hippopotame nain de Chypre (Hippopotamus minor) qui a vécu sur l'ile de Chypre jusqu'au début de l'Holocène et de l'Hippopotame nain de Malte (Hippopotamus melitensis) à Malte.